# اوندژی وانیک
اوندژی وانیک (چکی: Ondřej Vaněk؛ زادهٔ ۲۵ ژوئیهٔ ۱۹۹۰) بازیکن فوتبال اهل جمهوری چک است.
از باشگاه‌هایی که در آن بازی کرده‌است می‌توان به باشگاه فوتبال اسلاویا پراگ، باشگاه فوتبال ویکتوریا پلزن، باشگاه فوتبال باومیت یابلونتس، و باشگاه فوتبال قیصریه‌اسپور اشاره کرد.
وی همچنین در تیم‌های ملی فوتبال زیر ۲۱ سال جمهوری چک و جمهوری چک بازی کرده‌است.